# Хъш
Хъш е общо название на българите изгнаници в Румъния от края на XIX век. Думата може да означава хайдутин, революционер, бунтовник, четник, харамия, бездомник. Животът на хъшовете е описан подробно в произведенията на Иван Вазов „Немили-недраги“ и други.

## Други
На хъшовете е наречена улица „Хъш“ в квартал „Разсадник-Коньовица“ в София (Карта).